# Tomás Borge

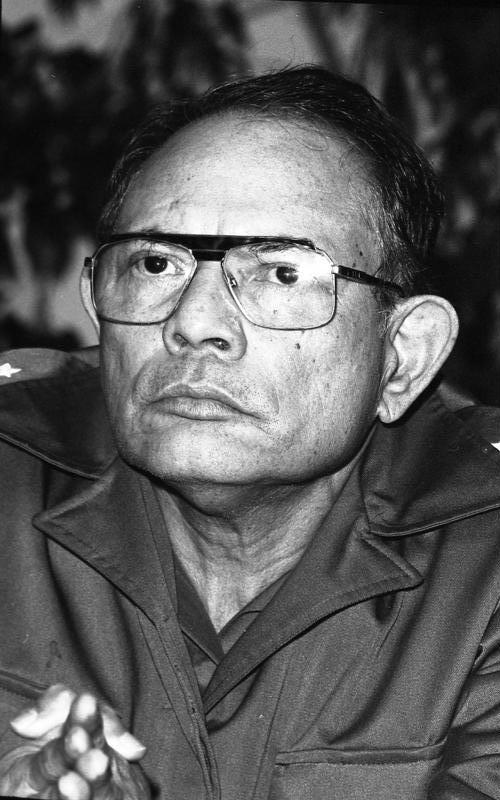
Tomás Borge Martinez.

Tomás Borge Martinez (Matagalpa, 13 augustus 1930 – Managua, 30 april 2012) was een Nicaraguaans politicus. Hij was een der oprichters van de Sandinistische beweging. Borge was de laatst overgebleven oprichter van de linkse Nicaraguaanse guerrillabeweging, die in 1979 het door de Verenigde Staten gesteunde regime van de rechtse dictator Anastasio Somoza Debayle (1925-1980) verdreef. Na de machtsovername door de Sandinisten werd Borge minister van Binnenlandse Zaken.
Borge en anderen richtten in 1961 het Nationaal Sandinistisch Bevrijdingsfront (FSLN) op, met als doel een eind te maken aan de hegemonie van de gehate familie Somoza, die sinds 1937 aan het bewind was in Nicaragua. Daniel Ortega, die in 2011 werd herkozen tot president van Nicaragua, kwam pas later bij de beweging.
In 1956 werd Borge gearresteerd wegens betrokkenheid bij een complot dat leidde tot de moord op dictator Anastasio Somoza García (1896-1956). Hij zat drie jaar gevangen, maar wist te ontsnappen en vluchtte naar het buitenland. Na een paar jaar keerde hij terug naar zijn vaderland. In de jaren zeventig belandde hij wegens subversieve activiteiten opnieuw in de gevangenis. Hij kwam in 1978 vrij, toen een commando-eenheid van de Sandinisten onder leiding van Edén Pastora (Commandante Zero) het complete parlement gijzelde en de leden hiervan ruilde tegen een groep gevangen kameraden. Tijdens zijn gevangenschap werd hij naar verluidt gemarteld, wat hem door Amnesty International de titel "meest gemartelde levende man" opleverde. Zijn vrouw werd voor zijn ogen verkracht en gemarteld, waarna hijzelf onderhevig was aan castratie. Nadat hij aan de macht kwam, vergaf en bevrijdde hij zijn folteraars nadat deze zelf gevangengenomen werden.
Als minister van Binnenlandse Zaken werd Borge beschuldigd van het uitzetten en terroriseren van katholieke geestelijken, als onderdeel van de strijd tegen de Contra’s, die in de jaren tachtig met steun van de VS de Sandinisten probeerden te verdrijven. Ook stelde hij een strenge perscensuur in en verbood hij sommige nieuwsmedia. Borge is er ook van beschuldigd opdracht te hebben gegeven tot het verjagen en vermoorden van Miskito-indianen die werden verdacht van tegen de Sandinisten gerichte activiteiten. Voorts zou hij tijdens de eerste ambtstermijn van Ortega 37 gedetineerde leden van de oppositie hebben laten vermoorden, maar dat heeft hij altijd ontkend.
Behoorde Borge in eerste instantie tot de hardliners, later steunde hij de politiek van nationale verzoening en hielp hij mee de Sandinistische beweging te hervormen.   
Borge was minister tot 1990. In dat jaar verloren de Sandinisten de verkiezingen. Hij werd lid van het parlement en later ambassadeur in Peru. Dat bleef hij tot hij ziek werd. Kort voor de presidentsverkiezingen van 2011 zei Borge dat de Sandinisten altijd aan de macht zouden blijven. Toen hem werd gevraagd wie hij het meest bewonderde zei hij: “Ten eerste, Fidel Castro. Ten tweede, Fidel Castro. Ten derde, Fidel Castro. Ten vierde, Fidel Castro. Ten vijfde, Fidel Castro.”
Thomás Borge was tevens schrijver, dichter en schreef een autobiografie.